# Hans-Joachim Weise
Hans-Joachim Weise (* 15. November 1912 in Berlin; † 24. Februar 1991 in Celle) war ein deutscher Regattasegler, der an den Olympischen Spielen 1936 teilnahm und Gold in der Star-Bootsklasse gewann.
Peter Bischoff und Hans-Joachim Weise vom Berliner Verein Seglerhaus am Wannsee (VSaW) gewannen mit ihrem Boot Wannsee bei den Olympischen Spielen 1936 vor der Kieler Küste fünf von sieben Regatten und belegten jeweils einmal den zweiten und den vierten Platz. Damit gewannen die beiden den Wettbewerb mit großem Vorsprung vor den Booten aus Schweden und den Niederlanden und erhielten 1936 die einzige Goldmedaille für deutsche Segler.